# Svatý Valentin
Svatý Valentin (? – 269? Terni, Římská říše) byl římský kněz, misionář a biskup, který zemřel mučednickou smrtí.
Není přesně známo, kdy byl svatořečen, stalo se tak v raném středověku, protože je zapsán ve Zlaté legendě ze 13. století a v chrámových kalendářích 14. století, včetně českých. V římském martyrologiu se jeho svátek slaví 14. února. Kolem životopisu tohoto světce panují nejasnosti, existují dvě legendy, nejspíše se v nich prolínají životy dvou stejnojmenných světců. 
Podle prvé legendy sv. Valentin z Terni zemřel mučednickou smrtí 14. února 269 na příkaz římského císaře Claudia II. poté, co přes zákaz oddával snoubence podle křesťanského ritu. Byl tedy kněz v Římě nebo prvním biskupem v jihoitalské Interamně (dnešní Terni).
V obou verzích legendy byl sv. Valentin původem urozený Říman. Podle jedné byl roku 203 zvolen biskupem v Terni. Po několika letech jej pozval rétor Kratón do Říma, aby léčil jeho syna. Valentin se za chlapce modlil, až jej Bůh vyslyšel a syna zázračně uzdravil. Proto se Kratón se svou domácností, svými 3 žáky, urozenými to Athéňany, a synem městského prefekta nechal od Valentina pokřtít. Římští senátoři za to Valentina obvinili z nekalých praktik a na prefektův rozkaz byl uvržen do žaláře. Na to byl jedné noci sťat. Tři jeho bývalí žáci, Prokulus, Efébus a Apollónius, přenesli jeho tělo na pohřebiště při Via Flaminia nedaleko Terni; odtud byly ostatky přemístěny a s tumbou vyzdviženy na oltář pozdějšího kostela sv. Valentina v Terni.  Přesný rok smrti sv. Valentina není znám, uvádějí se tři možnosti: 269, 270 a 273.

## Léčitelské schopnosti
Sv. Valentin byl po dvou zázracích ctěn jako ochránce proti pakostnici a padoucnici: Za kruté zimy k němu přišel chudě oděný a mrazem zkřehlý muž, kterého Valentin utěšil a oblékl do svých šatů. Šaty mu týž den vrátil nebeským jasem zářící jinoch řka: „Zde jest oděv, kterým jsi dnes obdaroval Ježíše samého; za to ti propůjčí milost hojit dnu a padoucnici.“
Podle dalších legendárních zdrojů vrátil sv. Valentin zrak dceři soudce Asteria poté, co byl uvržen císařem Claudiem II. do žaláře. Valentin se ve vězení modlil za soudcovo obrácení a ten přišel, aby Valentina vyzkoušel. Řekl mu: „Je-li tvůj Bůh opravdu jediný pravý, jak říkáš, ať skrze tebe ukáže svou moc a mé slepé dceři vrátí zrak.“ Valentin přiložil svou dlaň na oči nevidomé a modlil se, až dívka prohlédla. Asterius s celou rodinou uvěřil v Krista a požádal o křest. Zprávy o uzdravení slepé a o obrácení soudce se roznesly po městě. Křesťané se radovali, pohany zachvátil hněv, zaútočili na soudcův dům. Valentina vyvlekli ven, ztloukli ho a odvedli na Flaminijskou cestu, kde byl sťat mečem.

## Hrob a ostatky svatého Valentina

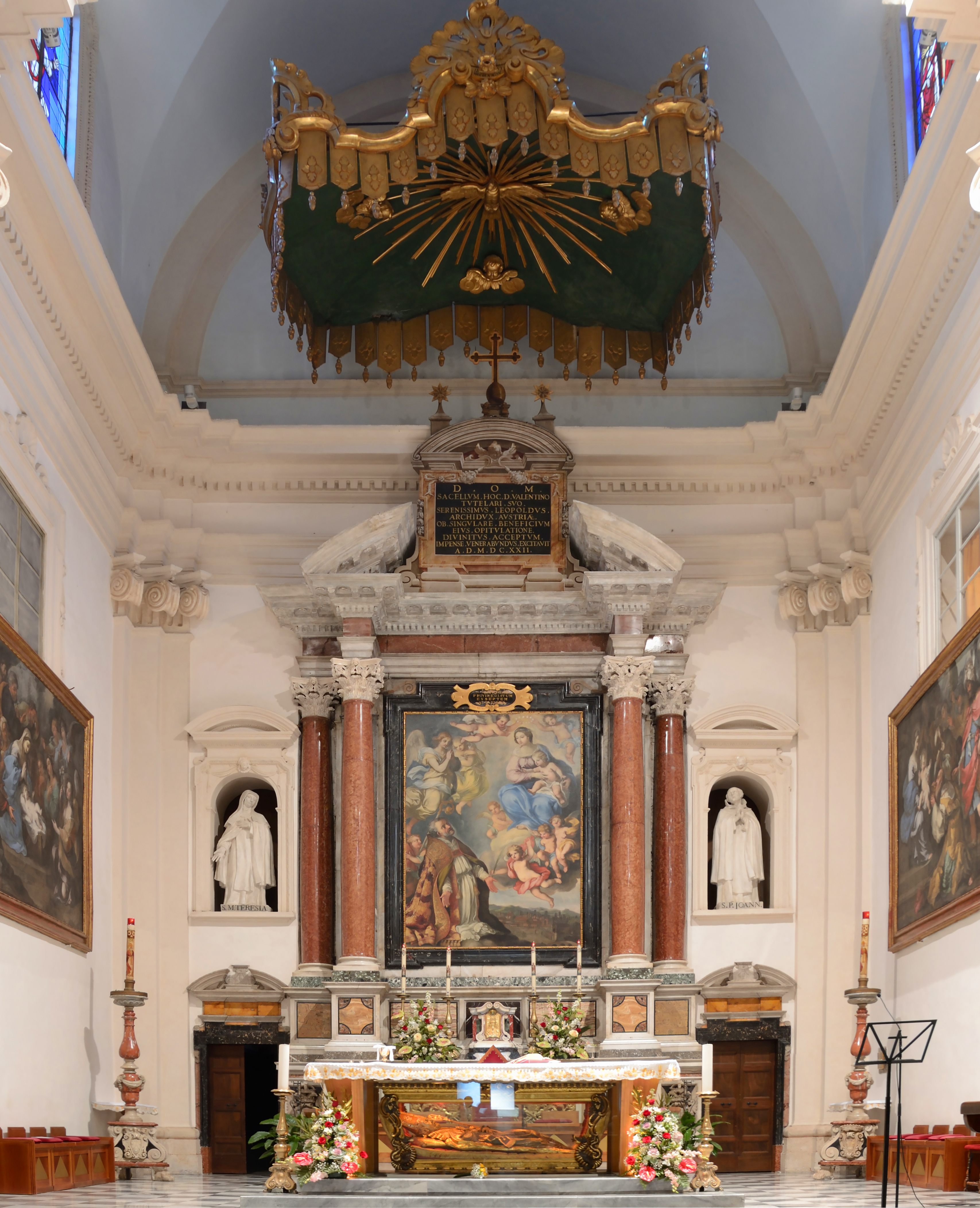
Oltář s proskleným sarkofágem sv. Valentina v bazilice v Terni

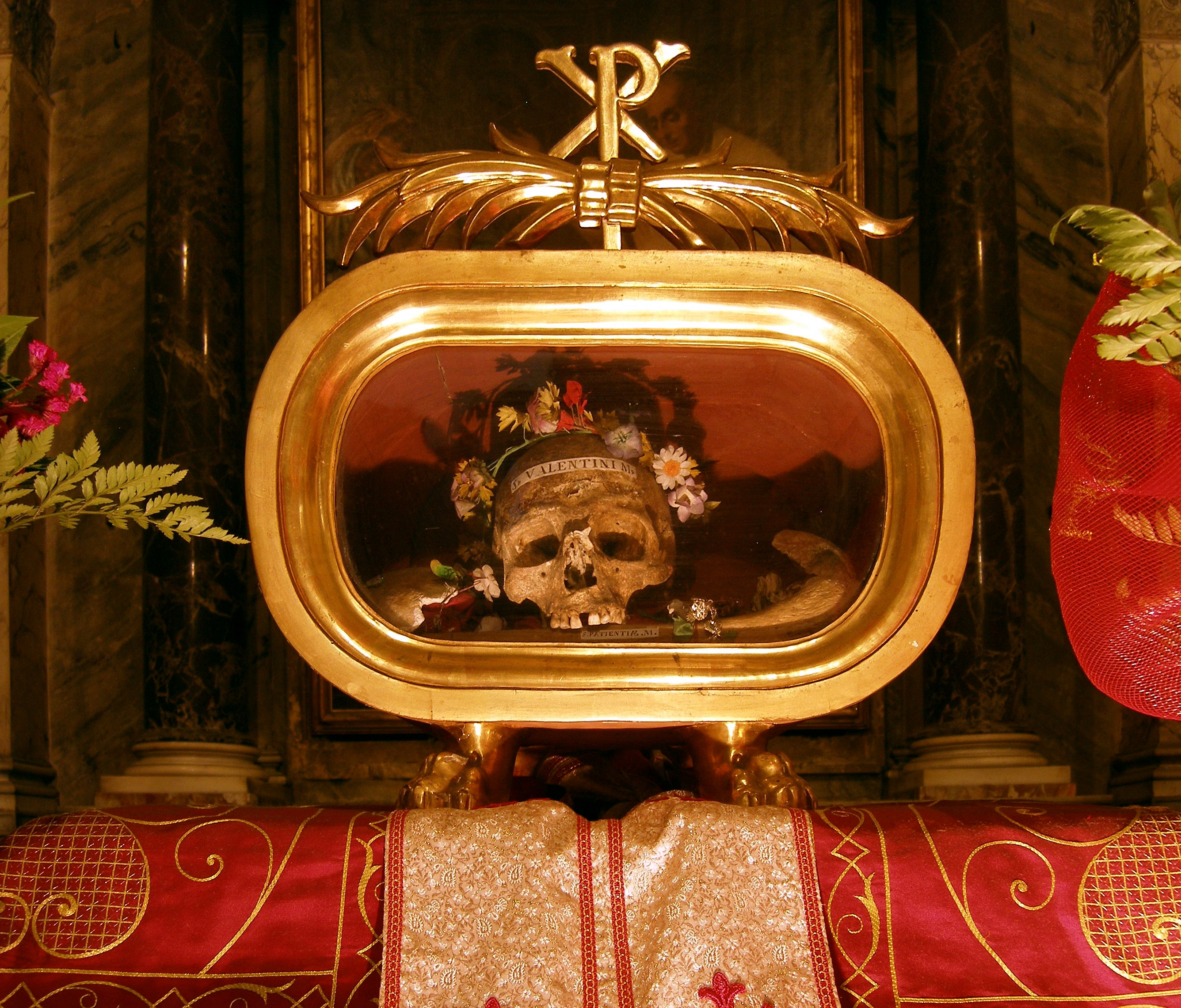
Ostatky sv. Valentina v římském chrámu Santa Maria in Cosmedin

Tělo sv. Valentina bylo podle prvé verze legendy pohřbeno v Římě v katakombách, nad nimiž byla o století později vystavěna bazilika. Druhé poutní místo je 80 kilometrů na severovýchod od Říma v rodném Terni, kde pro ně byl postaven kostel sv. Valentina, v němž je sarkofág s ostatky uctíván poutníky při cestě do Assisi od konce 13. století dosud. Dnes je v Římě světec uctíván v chrámech sv. Praxedy a Panny Marie. Část ostatků sv. Valentina se dostala již ve středověku do mnoha evropských zemí, zejména severně od Alp. Většinou jde o fragmenty kostí. Speciálně jsou uctívány nejméně ve dvou desítkách evropských chrámů, zejména v Německu, Rakousku, Polsku, Velké Británii a Severním Irsku.
K ostatkům medializovaným v posledním desetiletí patří světcova kost z lopatky, uchovávaná na oltáři kapitulní baziliky sv. Petra a Pavla v Praze na Vyšehradě, získaná možná již za císaře Karla IV., nebo až v 19. století. Ostatek byl znovunalezen v barokním relikviáři společně se třemi dalšími v roce 2002. Tyto relikviáře byly součástí barokní výzdoby kostela sv. Petra a Pavla ze 2. čtvrtiny 18. století. Při rekonstrukci a dostavbě chrámu v letech 1885-1903 byly přeneseny na nové oltáře a odstraněny teprve po nástupu komunistického režimu v 50. letech 20. století. Relikviář bývá vystavován na svátek svatého Valentýna..
K nejstarším místům svatovalentinské úcty v Čechách patřil středověký kostel sv. Valentina ve Valentinské ulici na Starém Městě pražském, postavený pravděpodobně koncem 12. století, odsvěcený roku 1792 a zbořený při asanaci staré zástavby Prahy v závěru 19. století. Ve Svatovítské pokladnici na Pražském hradě byl ostatek sv. Valentina vložen do gotického relikviáře, stejně tak je relikvie sv. Valentina zaznamenána v soupisu ostatků na hradě Karlštejně.

## Relikvie sv. Valentina uctívané v Evropě

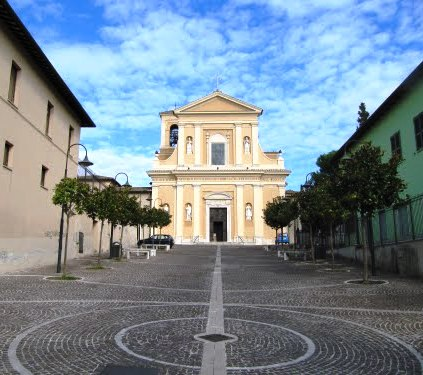
Bazilika Sv. Valentina v Terni

- Bazilika Sv. Valentina v Terni, Itálie: tělo sv. Valentina v prosklené rakvi před hlavním oltářem, který založil arcivévoda Leopold Rakouský roku 1621 (dedikace a letopočet jsou na tympanonu oltáře)
- Bazilika Santa Maria in Cosmedin v Římě, Itálie: lebka, podle níž byla roku 2017 provedena antropologická rekonstrukce celé hlavy světce
- Bazilika sv. Praxedy v Římě, Itálie
- Farní chrám Nanebevzetí Panny Marie v Rouffachu, (Alsasko), Francie
- Chrám Panny Marie ve Wormsu, (Porýní), Německo
- Farní chrám Sv. Valentina v Kiedrichu v Porýní, Německo (žebro získané r.1454 z Wormsu)
- Farní chrám sv. Valentina v Elvershausenu, (Dolní Sasko), Německo
- Farní kostel Sv. Michaela Archanděla v Krumbachu, (Švábsko), Německo
- Dóm Nejsvětějšího Krista Spasitele ve Fuldě, Německo
- Svatoštěpánský dóm, Vídeň, Rakousko
- Bazilika svatého Petra a Pavla na Vyšehradě, (Praha), Česko (lopatka)
- Poklad katedrály sv. Víta, Pražský hrad, Česko
- Klášterní kostel karmelitánů v Dublinu, Irsko (relikvii r. 1835 daroval papež Řehoř XVI. z pohřebiště Sant'Ippolito v Římě)
- Farní chrám sv. Johna Duns-Scota v Glasgowě, Velká Británie
- Dóm sv. Jana Křtitele ve Vratislavi, Polsko
- Chrámy Obrácení sv. Pavla a Nanebevzetí Panny Marie v Lublinu, Polsko
- Chrám Panny Marie v Samboru, Ukrajina
- Katedrála sv. Václava Olomouc, Česko
- Chrám Nejsvětější Trojice ve Fulneku, Česko

## Svátek svatého Valentýna
Svatý Valentýn má svátek v den své smrti 14. února